# Eleições estaduais em Mato Grosso em 2014
As eleições estaduais em Mato Grosso em 2014 aconteceram em 5 de outubro como parte das eleições gerais em 26 estados e no Distrito Federal. Foram escolhidos o governador Pedro Taques, o vice-governador Carlos Fávaro, o senador Wellington Fagundes, além de oito deputados federais e vinte e quatro estaduais num pleito decidido logo em primeiro turno.
Nascido em Cuiabá e graduado na Universidade de Taubaté, Pedro Taques é o quinto político natural da cidade a ser escolhido para o Palácio Paiaguás desde o fim da Segunda Guerra Mundial e o primeiro eleito através do PDT desde Dante de Oliveira em 1994. Foi procurador da República durante quinze anos e nessa função investigou Jader Barbalho por conta de irregularidades na Superintendência do Desenvolvimento da Amazônia (SUDAM) e atuou em casos de repercussão em Mato Grosso e pediu exoneração do Ministério Público Federal a fim de iniciar carreira política sendo eleito senador em 2010 e em 2014 foi eleito governador de Mato Grosso.
Para vice-governador foi vitorioso o produtor rural Carlos Fávaro, presidente da Associação dos Produtores de Soja e Milho do Estado.
A vitória da coligação de Pedro Taques ao governo estadual não impediu o êxito da chapa adversária na eleição para senador e nisso a vitória foi de Wellington Fagundes, veterinário formado em 1980 pela Universidade Federal de Mato Grosso do Sul. Nascido em Rondonópolis ele ingressou no PDS onde permaneceu cinco anos e após mudar para o PDT e PSDB entrou no PL onde militou até a extinção da legenda. Presidente da Associação Comercial e Industrial de Rondonópolis durante três anos a partir de 1982 e secretário Municipal de Planejamento do prefeito Hermínio Barreto, elegeu-se deputado federal em 1990, 1994, 1998, 2002, 2006 e 2010 tornando-se o recordista de mandatos por Mato Grosso, estado que agora representante no Senado Federal como integrante da bancada do PR.

## Resultado da eleição para governador
Com informações oriundas do Tribunal Superior Eleitoral.
| Candidatos a governador do estado | Candidatos a vice-governador | Número | Coligação                                                                                      | Votação | Percentual |
| --------------------------------- | ---------------------------- | ------ | ---------------------------------------------------------------------------------------------- | ------- | ---------- |
| Pedro Taques PDT                  | Carlos Fávaro PP             | 12     | Coragem e Atitude para Mudar (PDT, PP, PSDB, DEM, PSB, PTB, PRB, PPS, PSC, PV, PSDC, PRP, PSL) | 833.788 | 57,25%     |
| Lúdio Cabral PT                   | Tetê Bezerra PMDB            | 13     | Amor à Nossa Gente (PT, PMDB, PR, PCdoB, PROS, PPL, PTdoB)                                     | 472.507 | 32,45%     |
| Janete Riva PSD                   | Aray Fonseca PSD             | 55     | Viva Mato Grosso (PSD, SD, PEN, PRTB, PTC, PTN)                                                | 144.440 | 9,92%      |
| José Roberto Cavalcante PSOL      | Marco Natale PSOL            | 50     | PSOL (sem coligação)                                                                           | 5.570   | 0,38%      |

## Resultado da eleição para senador
Com informações oriundas do Tribunal Superior Eleitoral.
| Candidatos a senador da República | Candidatos a suplente de senador                         | Número | Coligação                                                                                      | Votação | Percentual |
| --------------------------------- | -------------------------------------------------------- | ------ | ---------------------------------------------------------------------------------------------- | ------- | ---------- |
| Wellington Fagundes PR            | Jorge Yanai PMDB Manoel Motta PCdoB                      | 222    | Amor à Nossa Gente (PT, PMDB, PR, PCdoB, PROS, PPL)                                            | 646.344 | 48,19%     |
| Rogério Salles PSDB               | Antônio Donizete Aguilera PTB Eduardo Alves de Moura PPS | 456    | Coragem e Atitude para Mudar (PDT, PP, PSDB, DEM, PSB, PTB, PRB, PPS, PSC, PV, PSDC, PRP, PSL) | 541.357 | 40,36%     |
| Rui Prado PSD                     | Manoel de Souza SD Paulo Gasparoto PSD                   | 555    | Viva Mato Grosso (PSD, SD, PEN, PRTB, PTC, PTN)                                                | 137.380 | 10,24%     |
| Gilberto Lopes Filho PSOL         | Jeová Caetano Júnior PSOL Gilberto Lopes PSOL            | 500    | PSOL (sem coligação)                                                                           | 16.229  | 1,21%      |

## Deputados federais eleitos
São relacionados os candidatos eleitos com informações complementares da Câmara dos Deputados.

Representação eleita
  PSB: 2
  PSDB: 1
  PT: 1
  PMDB: 1
  PP: 1
  PSC: 1
  PROS: 1

Fonteː
| Número | Deputados federais eleitos | Partido | Votação | Percentual | Cidade onde nasceu    | Unidade federativa |
| 4500   | Nilson Leitão              | PSDB    | 127.749 | 8,78%      | Cassilândia           | Mato Grosso do Sul |
| 4045   | Adilton Sachetti           | PSB     | 112.722 | 7,75%      | Nova Veneza           | Santa Catarina     |
| 4010   | Fábio Garcia               | PSB     | 104.976 | 7,22%      | Brasília              | Distrito Federal   |
| 1313   | Ságuas Moraes              | PT      | 97.858  | 6,73%      | Mineiros              | Goiás              |
| 1515   | Carlos Bezerra             | PMDB    | 95.739  | 6,58%      | Chapada dos Guimarães | Mato Grosso        |
| 1111   | Ezequiel Fonseca           | PP      | 90.888  | 6,25%      | Santa Albertina       | São Paulo          |
| 2020   | Victório Galli             | PSC     | 64.691  | 4,45%      | Rosana                | São Paulo          |
| 9090   | Valtenir Pereira           | PROS    | 62.923  | 4,33%      | Jaciara               | Mato Grosso        |

## Deputados estaduais eleitos
Estavam em jogo 24 cadeiras na Assembleia Legislativa de Mato Grosso.

Representação eleita
  PR: 5
  PSD: 4
  PSDB: 3
  PSB: 3
  PMDB: 3
  PDT: 2
  PV: 2
  DEM: 1
  SD: 1

Fonteː
| Número | Deputados estaduais eleitos    | Partido | Votação | Percentual | Cidade onde nasceu          | Unidade federativa |
| 22040  | Mauro Savi                     | PR      | 55.233  | 3,72%      | Medianeira                  | Paraná             |
| 55123  | Janaína Riva                   | PSD     | 48.171  | 3,25%      | Juara                       | Mato Grosso        |
| 22022  | Eng° Sebastião Machado Rezende | PR      | 45.016  | 3,03%      | Rondonópolis                | Mato Grosso        |
| 15200  | Baiano Filho                   | PMDB    | 43.042  | 2,90%      | Dracena                     | São Paulo          |
| 15151  | Romoaldo Boraczynski Jr        | PMDB    | 41.764  | 2,81%      | Paranavaí                   | Paraná             |
| 40650  | Eduardo Botelho                | PSB     | 40.517  | 2,73%      | Nossa Senhora do Livramento | Mato Grosso        |
| 22345  | Ondanir Bortolini (Nininho)    | PR      | 40.105  | 2,70%      | Santo Antônio do Sudoeste   | Paraná             |
| 25125  | Dilmar Dal Bosco               | DEM     | 38.290  | 2,58%      | Galvão                      | Santa Catarina     |
| 12345  | Zeca Viana                     | PDT     | 35.300  | 2,38%      | Francisco Beltrão           | Paraná             |
| 12612  | Dr. Leonardo Ribeiro           | PDT     | 34.753  | 2,34%      | Santa Helena de Goiás       | Goiás              |
| 22007  | Emanuel Pinheiro               | PR      | 34.344  | 2,31%      | Cuiabá                      | Mato Grosso        |
| 55055  | Walter Rabello                 | PSD     | 27.232  | 1,83%      | São Paulo                   | São Paulo          |
| 22999  | Wagner Ramos                   | PR      | 26.484  | 1,78%      | São Paulo                   | São Paulo          |
| 45000  | Guilherme Maluf                | PSDB    | 24.642  | 1,66%      | Cuiabá                      | Mato Grosso        |
| 55456  | Zé Domingos                    | PSD     | 21.121  | 1,42%      | Nortelândia                 | Mato Grosso        |
| 40000  | Max Russi                      | PSB     | 20.690  | 1,39%      | Salto do Lontra             | Paraná             |
| 45100  | Wilson Santos                  | PSDB    | 20.562  | 1,39%      | Dracena                     | São Paulo          |
| 40300  | Oscar Bezerra                  | PSB     | 20.390  | 1,37%      | Cuiabá                      | Mato Grosso        |
| 55163  | Pedro Satélite                 | PSD     | 20.120  | 1,36%      | Dionísio Cerqueira          | Santa Catarina     |
| 43333  | Wancley Carvalho               | PV      | 19.639  | 1,32%      | Fátima do Sul               | Mato Grosso do Sul |
| 43190  | Coronel Pery Taborelli         | PV      | 18.526  | 1,25%      | Cuiabá                      | Mato Grosso        |
| 77000  | Zé Carlos do Pátio             | SD      | 17.431  | 1,17%      | Londrina                    | Paraná             |
| 45222  | Saturnino Masson               | PSDB    | 16.262  | 1,10%      | Tanabi                      | São Paulo          |
| 15123  | Silvano Amaral                 | PMDB    | 15.310  | 1,03%      | Euclides da Cunha Paulista  | São Paulo          |